# Diecéze Qacha’s Nek
Diecéze Qacha’s Nek je římskokatolickou diecézí nacházející se v Lesothu.

## Stručná historie a současnost
Byla založena dne 3. ledna 1961 bulou papeže Jana XXIII. Sacrum Evangelium, z části území diecéze Maseru, která byla ve stejný den povýšena na metropolitní arcidiecézi.
Patří do církevní provincie Maseru. Jejím hlavním chrámem je Katedrála Nejsvětějšího Vykupitele.
K roku 2010 měla diecéze 194 500 věřících, 7 diecézních knězů, 7 řeholních knězů, 8 řeholníků, 69 řeholnic a 13 farností.

## Seznam biskupů
- Joseph Delphis Des Rosiers, O.M.I. (1961 - 1981)
- Evaristus Thatho Bitsoane (1981 - 2010)
- Joseph Mopeli Sephamola, O.M.I. (od 2013)